# 宾大效应
宾大效应（Penn effect）是一个源於賓大世界數據庫的经济学發現。賓大世界數據庫显示高收入与低收入国家之间的实际收入比率被用市场汇率计算的国内生产总值系统性的夸大了。宾大效应与至少50年的历史数据的数量经济分析结果吻合。 
巴拉薩-薩繆爾森效應是一個新古典主義經濟學舉為宾大效應主要原因和同義詞的模型。

## 历史
古典经济学对汇率做了简单的预测，即在世界各地的一篮子商品的成本当以某些通用货币（如黄金 1）计价时应该大致相同，该理论也被称为购买力平价假设，也可以表述为，不同国家的相同商品之间应该有相同的实际汇率。该理论预计实际汇率只会有很小并且非系统性的波动。
1940年以前，购买力平价假说得到计量经济学的支持。但在二战之后，宾夕法尼亚大学研究团队的一系列研究记录了一些现代的关系：高收入国家本国生产的商品价格（通过可比的价格指数进行调整）与通过汇率调整的商品价格相比一直都比较高。
1964年，现代的理论解释由巴拉薩-薩繆爾森效應所确定，从那之后的研究也一直验证了最开始的宾大效应。然而，随后的分析提供了很多让宾大效应出现的机制，但是对于历史的案例，反而没有发现。直到1994年购买力平价偏离(PPP-deviation)被理解为「巴拉薩-薩繆爾森效應」， 
宾大效应是历史中重要的现象，但并不是生活中必然发生的事实。

## 理解宾大效应
多數的東西在窮（低所得）國家會比在富有的國家便宜。從「第一世界」國家去「第三世界」國家度假的人通常會發現他們的錢可以比在家時買到更多東西。
例如，相同的大麥克以通用的美元的匯率計，在2004年12月的瑞士賣5.46美元，同時在俄國賣1.49美元。為了避免混亂因貨幣價格而起，名義上的匯率通常會忽略，只考慮「實際匯率」（Real Exchange Rate, RER）。（於此，3.66份俄國餐等同一份瑞士餐。）

### 价格水平
測量價格水平和漢堡以外的商品有關，但是消費者物價指數中的多數商品都顯示出相同的模式；相同的東西在高所得國家趨向於有較高的價格。多數服務、易腐爛的貨物，如巨无霸，以及住宅都不能在離消費點過遠的地方賣出（這卻恰好是消費者住的地方）。這些就是典型的消費者購物清單上的物品，並因此消費者物價指數等級在國家與國家之間會相當不同，就如同漢堡價格。